# Centro de Confinamiento del Terrorismo
Centro de Confinamiento del Terrorismo (Cecot) är ett 23 hektar stort högriskfängelse för främst gängmedlemmar och är belägen i Tecoluca i El Salvador. Högriskfängelset har en kapacitet att förvara 40 000 intagna.

## Historik
El Salvador som land har haft stora problem med utspridd gängkriminalitet och utförda mord under en lång tid. År 2019 valdes Nayib Bukele som ny president. År 2022 beslutade han att ta till med hårdhanskarna och i mars beordrades det om att fängelset skulle uppföras för att kunna förvara gängmedlemmar i stor skala. Högriskfängelset invigdes året efter.
Den 20 januari 2025 svors Donald Trump in som USA:s president och ville ha hårdare tag mot kriminella irreguljära migranter och deportera dessa ut ur USA. Bukele kontaktade Trump om att El Salvador kunde förvara dessa. El Salvador och USA kom överens om att Cecot skulle förvara initialt 261 påstådda gängmedlemmar, 238 av dessa tillhörde Tren de Aragua medan 23 hade kopplingar till Mara Salvatrucha (MS-13), i ett år för sex miljoner amerikanska dollar.